# Buddhistischer Katechismus (Olcott)

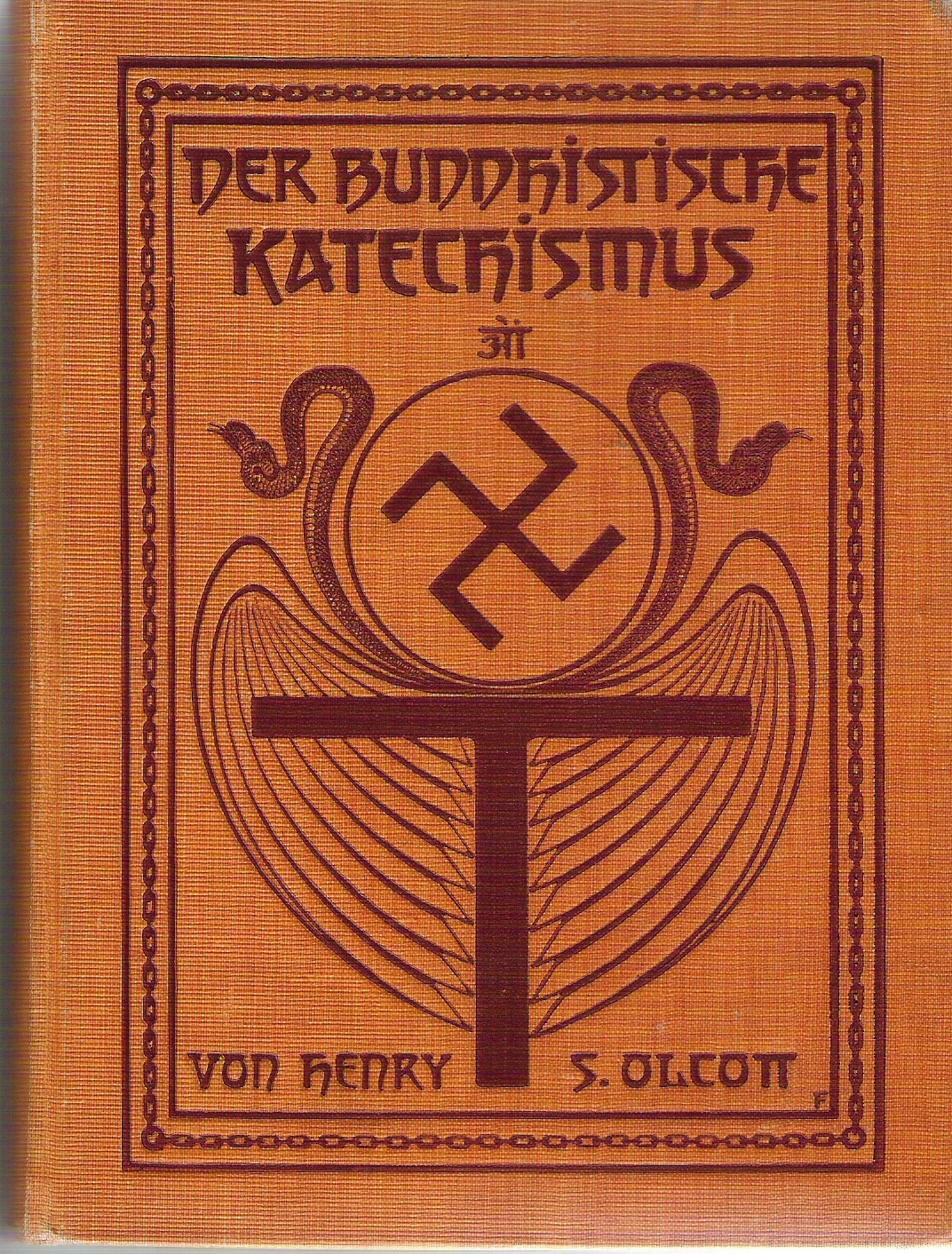
Der Buddhistische Katechismus, 1902 (dargestellt ist der Einband mit Swastika)

Der Buddhistische Katechismus des Amerikaners Henry Steel Olcott erschien 1887 erstmals in deutscher Sprache in der Übersetzung von Dr. Erich Bischoff in Leipzig. Kurz darauf, nämlich 1888, brachte Friedrich Zimmermann seinen Buddhistischen Katechismus in Braunschweig heraus, mit dem Postulat, den Ansprüchen Erwachsener und der Europäer besser gerecht zu werden als der Olcott’sche Katechismus.
Tatsächlich waren die ersten singhalesischen und englischen Auflagen (Buddhist Catechism, 1881) für Schüler in ceylonesischen Schulen gedacht, um dem Verfall des Buddhismus unter der englischen Kolonialherrschaft Einhalt zu gebieten. Die 33. Ausgabe (englisch) 1897 bemüht sich durch die Aufnahme einer ganzen Reihe von neuen Fragen und Antworten, ein höheres Niveau zu bieten. Auf dieser Grundlage erscheint die von Bischoff 1902 herausgegebene 35. Ausgabe (deutsch), die neben 386 Fragen und Antworten auch Anmerkungen des Übersetzers, ein Glossar und ein Literaturverzeichnis enthält. 
Bemerkenswert ist auch der Anhang von 14 Buddhistischen Glaubensgrundsätzen, die im Januar 1891 auf einer von Olcott organisierten Buddhistenkonferenz in seinem indischen Domizil Adyar (in Madras) gemeinsam unterzeichnet wurden. Neben den Vertretern des südlichen Buddhismus von Ceylon (heute: Sri Lanka), Burma (heute: Myanmar) und Chittagong (heute Teil von Bangladesch) waren dabei auch Vertreter aller großen japanischen Lehrrichtungen (Tendai, Shingon, Zen, Reines Land und Nichiren-Buddhismus) vertreten.